# Erupción del monte Agung de 2017
En 2017, el monte Agung, un volcán en la isla de Bali, Indonesia, hizo erupción violentamente causando el desplazamiento de 100 mil personas y la interrupción de vuelos cerca del área. Al 27 de noviembre de 2017, el nivel de alerta estuvo en su nivel más alto y se llevaron a cabo evacuaciones.
Se detectaron sismos volcanotectónicos al interior del volcán desde inicios del mes de agosto de 2017, y la actividad volcánica se intensificó durante varias semanas antes de disminuir significativamente a finales de octubre. Un segundo periodo más violento de actividad importante comenzó a finales de noviembre.

## Cronología de eventos eruptivos
La última erupción del monte Agung, en 1963, se encuentra entre los más catastróficos eventos volcánicos en la historia de Indonesia. Después de unas explosiones iniciales en el cráter el 18 de febrero del mismo año, comenzó a fluir lava por la montaña el 24 de febrero, avanzando unos 7 km las siguientes tres semanas. El 17 de marzo, ocurrió una erupción altamente explosiva, alcanzando un índice de explosividad volcánica nivel 5, y que ocasionó flujos piroclásticos letales viajando a altas velocidades cuesta abajo de la montaña, provocando la muerte de 1,500 personas, lo que la llevó a quedar registrada como una de las erupciones que más víctimas ha causado en la historia. Desde entonces, el monte Agung es considerado como altamente peligroso por las autoridades indonesas, y fue la razón principal de la evacuación de más de 100,000 personas en respuesta al aumento de la actividad tectónica local en la segunda mitad del año 2017.

### Primer periodo de actividad importante

#### Agosto
Se observaron sismos volcanotectónicos desde agosto de 2017 y la intensidad en la actividad aumentó en las semanas posteriores.

#### Septiembre
En septiembre de 2017, un incremento de ruido y actividad sísmica cerca del volcán elevó la alerta al nivel más alto, y cerca de 122,500 personas fueron evacuadas de sus hogares cerca del volcán. El 24 de septiembre, la Junta Nacional de Indonesia para la Gestión de Desastres declaró una zona de exclusión de 12 kilómetros alrededor del volcán. Se observó una columna de ceniza el 13 de septiembre.
Los evacuados fueron llevados a gimnasios y otros edificios comunitarios cerca de las ciudades de Klungkung, Karangasem, Buleleng, y otras áreas. La estación de monitoreo estaba localizada en Tembuku, Rendang, ciudad de Karangasem, donde fueron monitoreadas la intensidad y la frecuencia de los tremores, en busca de signos de una gran erupción inminente.
La zona experimentó 844 sismos volcanotectónicos el 25 de septiembre, y entre 300 y 400 al mediodía del 26 de septiembre. Los sismólogos se alarmaron por la fuerza y la frecuencia de los incidentes, ya que en otros volcanes, los incidentes habían sido menores antes de hacer erupción.

#### Octubre
A finales de octubre de 2017, la actividad del volcán disminuyó de manera significativa, llevando a bajar el nivel de alerta el 28 de octubre.
El nivel de alerta se mantuvo en fase 3 (de 4) hasta el comienzo de un segundo periodo de gran actividad, y donde se observaron grandes plumas volcánicas.

### Segundo periodo de actividad importante

#### Martes 21 de noviembre
Hubo una pequeña erupción freática reportada a las 09:05 (UTC), con una nube de ceniza alcanzando los 3842 metros (12 605 pies) sobre el nivel del mar. Miles de personas abandonaron el área inmediatamente, y se reportó que cerca de 29,000 refugiados temporales fueron alojados en 270 lugares cercanos.

#### Sábado 25 de noviembre
Una erupción magmática comenzó temprano el sábado por la mañana. Se reportó que la columna eruptiva resultante se elevó de 1.5 a 4 km por encima del cráter, desplazándose hacia el sur, arrastrando una fina capa de ceniza oscura, lo que llevó a algunas aerolíneas a cancelar sus vuelos con destino a Australia y Nueva Zelanda. Posteriormente, se observó incandescencia de color naranja alrededor del cráter durante la noche, confirmando que el magma fresco había alcanzado la superficie.

#### Domingo 26 de noviembre
A las 23:37 (UTC), ocurrió otra erupción. El Aeropuerto Internacional Ngurah Rai fue cerrado el mismo día, dejando varados a muchos turistas. El cierre del aeropuerto se extendió a las 07:00 del 29 de noviembre. Se ordenó  la evacuación de más de 100,000 personas en un radio de 6 millas (9,7 km) del volcán.

#### Lunes 27 de noviembre

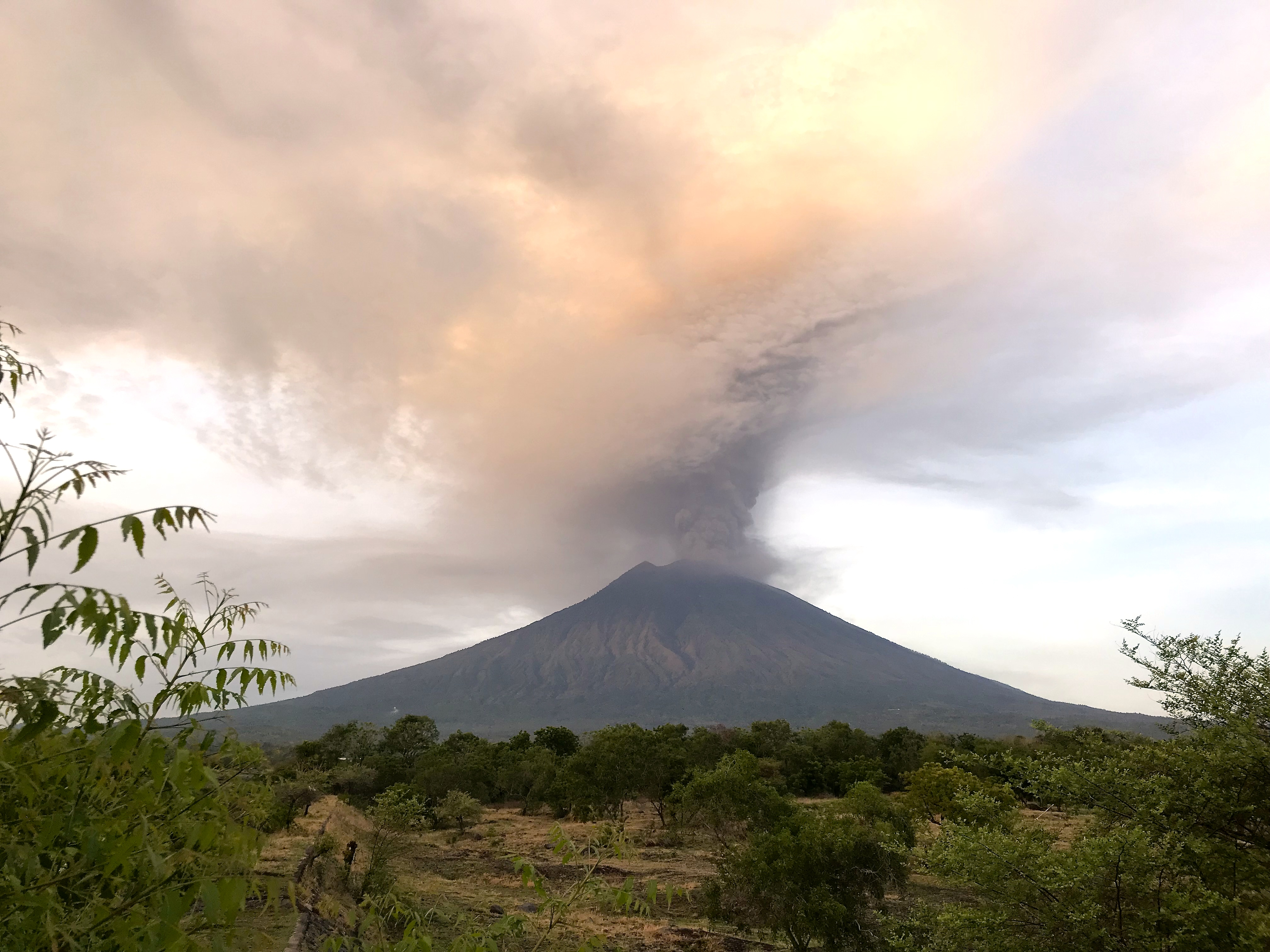
Columna de ceniza del monte Agung, 27 de noviembre de 2017

La erupción del domingo continuó a un ritmo constante, y se reportaron lahares en el distrito de Selat, al sur del volcán. La Oficina de Meteorología del Gobierno de Australia reportó que la parte más alta de la columna eruptiva había alcanzado una altura de 9,144 m (5.7 millas). La ceniza continuó expandiéndose en dirección sudeste, y según predicciones del Centro de Desastres del Pacífico, la exposición de ceniza en la atmósfera afectaría a más de 5.6 millones de personas dentro de la región densamente poblada que rodea al volcán.

#### Miércoles 29 de noviembre

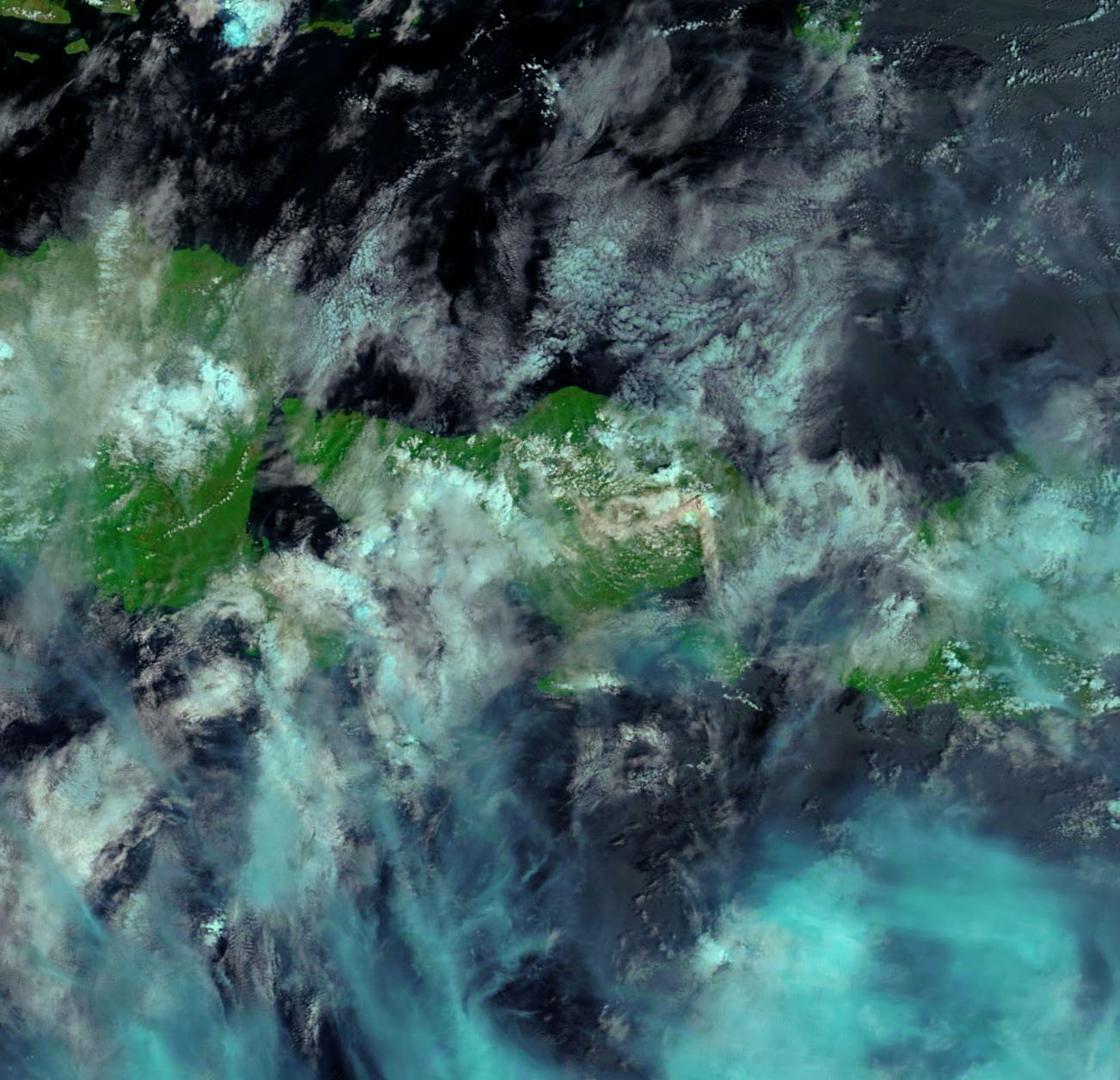
Imagen satelital de la ceniza capturada por el MODIS instalado en el satélite Terra.

Una disminución en la intensidad de la erupción y la dispersión por el viento de la nube de cenizas, llevó a las autoridades a reabrir el Aeropuerto Internacional Ngurah Rai a las 07:00 (UTC). Sin embargo, las autoridades advirtieron que la intensidad de la erupción podría incrementarse en cualquier momento, cancelando potencialmente el tráfico aéreo una vez más.

#### Enero 2018
Se presentó una nueva erupción el 11 de enero, que generó plumas de humo y ceniza, sin embargo el Aeropuerto Internacional de Bali se declaró a salvo y operando con normalidad. Se reportó que la columna eruptiva se elevó 2.5 km por encima del volcán.

## Impacto
La erupción provocó que cerca de 40,000 personas fueran evacuadas de 22 villas en los alrededores del monte Agung. También causó que aeropuertos alrededor de la zona cerraran. El Aeropuerto Internacional de Lombok, ubicado en la isla vecina de Lombok, cerró el 26 de noviembre, y fue reabierto a la mañana siguiente. El Aeropuerto Internacional Ngurah Rai, ubicado en la punta sureña de la isla, y al suroeste del volcán, cerró el 27 de noviembre. Más de 400 vuelos fueron cancelados, y cerca de 50,000 pasajeros quedaron varados; el aeropuerto reinició operaciones el 29 de noviembre. La erupción causó una baja aproximada del 30% del turismo en Bali.

## Erupciones previas
La última vez que el monte Angung hizo erupción fue en 1963. En esa erupción, los habitantes tuvieron tan solo unos pocos minutos de advertencia, lo que causó la muerte de casi 1,500 personas.